# Huisseau-sur-Mauves
Huisseau-sur-Mauves és un municipi francès, situat al departament del Loiret i a la regió de Centre. L'any 2007 tenia 1.699 habitants.

## Demografia

### Població
El 2007 la població de fet de Huisseau-sur-Mauves era de 1.699 persones. Hi havia 586 famílies, de les quals 95 eren unipersonals (44 homes vivint sols i 51 dones vivint soles), 206 parelles sense fills, 261 parelles amb fills i 24 famílies monoparentals amb fills.
La població ha evolucionat segons el següent gràfic:
Habitants censats

### Habitatges
El 2007 hi havia 647 habitatges, 592 eren l'habitatge principal de la família, 37 eren segones residències i 17 estaven desocupats. 641 eren cases i 6 eren apartaments. Dels 592 habitatges principals, 499 estaven ocupats pels seus propietaris, 84 estaven llogats i ocupats pels llogaters i 9 estaven cedits a títol gratuït; 1 tenia una cambra, 11 en tenien dues, 58 en tenien tres, 153 en tenien quatre i 369 en tenien cinc o més. 503 habitatges disposaven pel capbaix d'una plaça de pàrquing. A 193 habitatges hi havia un automòbil i a 375 n'hi havia dos o més.

### Piràmide de població
La piràmide de població per edats i sexe el 2009 era:
| Homes | Edats   | Dones |
| ----- | ------- | ----- |
| 0     | 95 o +  | 0     |
| 4     | 90 a 94 | 2     |
| 8     | 85 a 89 | 19    |
| 3     | 80 a 84 | 9     |
| 14    | 75 a 79 | 11    |
| 16    | 70 a 74 | 18    |
| 34    | 65 a 69 | 29    |
| 33    | 60 a 64 | 32    |
| 55    | 55 a 59 | 49    |
| 65    | 50 a 54 | 52    |
| 83    | 45 a 49 | 84    |
| 64    | 40 a 44 | 60    |
| 85    | 35 a 39 | 80    |
| 59    | 30 a 34 | 66    |
| 39    | 25 a 29 | 51    |
| 46    | 20 a 24 | 33    |
| 50    | 15 a 19 | 51    |
| 81    | 10 a 14 | 66    |
| 69    | 5 a 9   | 68    |
| 37    | 0 a 4   | 51    |

## Economia
El 2007 la població en edat de treballar era de 1.127 persones, 827 eren actives i 300 eren inactives. De les 827 persones actives 769 estaven ocupades (422 homes i 347 dones) i 58 estaven aturades (24 homes i 34 dones). De les 300 persones inactives 115 estaven jubilades, 95 estaven estudiant i 90 estaven classificades com a «altres inactius».

### Ingressos
El 2009 a Huisseau-sur-Mauves hi havia 602 unitats fiscals que integraven 1.583,5 persones, la mediana anual d'ingressos fiscals per persona era de 21.201 €.

### Activitats econòmiques
Dels 36 establiments que hi havia el 2007, 2 eren d'empreses alimentàries, 6 d'empreses de construcció, 10 d'empreses de comerç i reparació d'automòbils, 2 d'empreses de transport, 2 d'empreses d'hostatgeria i restauració, 1 d'una empresa d'informació i comunicació, 1 d'una empresa immobiliària, 6 d'empreses de serveis, 4 d'entitats de l'administració pública i 2 d'empreses classificades com a «altres activitats de serveis».
Dels 6 establiments de servei als particulars que hi havia el 2009, 1 era un guixaire pintor, 1 fusteria, 3 electricistes i 1 perruqueria.
Dels 3 establiments comercials que hi havia el 2009, 1 era una botiga de menys de 120 m², 1 una fleca i 1 un drogueria.
L'any 2000 a Huisseau-sur-Mauves hi havia 30 explotacions agrícoles que ocupaven un total de 2.940 hectàrees.

## Equipaments sanitaris i escolars
L'únic equipament sanitari que hi havia el 2009 era una farmàcia.
El 2009 hi havia 1 escola maternal integrada dins d'un grup escolar amb les comunes properes formant una escola dispersa i 1 escola elemental integrada dins d'un grup escolar amb les comunes properes formant una escola dispersa.

## Poblacions més properes
El següent diagrama mostra les poblacions més properes.